# Jean Casadesus
Jean Casadesus (Parigi, 17 luglio 1927 – Renfrew, 20 gennaio 1972) è stato un pianista francese, figlio dei famosi pianisti Robert e Gaby Casadesus, e pronipote di Henri e Marius Casadesus.

## Biografia
Jean iniziò lo studio del pianoforte con i suoi genitori, entrambi famosi concertisti, proseguendo poi gli studi al Conservatoire de Paris prima di trasferirsi negli Stati Uniti dove studiò alla Princeton University.
Debuttò nel 1947 con l'Orchestra Sinfonica di Filadelfia diretta da Eugene Ormandy ed ottenne subito grande successo sia come pianista che come insegnante di pianoforte, principalmente all'American Conservatory di Fontainebleau. Fra i suoi allievi famosi si ricorda Robert D. Levin.
Jean ed i suoi genitori eseguirono i concerti per 2 e 3 pianoforti di Mozart. Registrarono queste opere con la Columbia Symphony e l'Orchestra di Cleveland dirette da George Szell e con l'Orchestra Sinfonica di Filadelfia diretta da Eugene Ormandy. 
Nel 1953 sposò Evie Girard, la figlia del pittore André Girard. Jean ed Evie ebbero una figlia, Agnès.
Jean Casadesus morì tragicamente in un incidente stradale occorsogli nell'inverno del 1972 in Canada. Suo padre morì lo stesso anno pochi mesi dopo a Parigi.